# 卵孢霉素
卵孢霉素是一种有机化合物，化学式C14H10O8，是一种二苯醌衍生物，常温常压下为铜色固体，能作为抗生素。